# 広島観音マリーナ
広島観音マリーナ（ひろしまかんおんマリーナ）は、広島県広島市西区観音の広島湾沿いにあるヨットハーバー。海の駅ひろしま・かんおん海の駅でもある。

## 概要
広島県の中核マリーナとして、プレジャーボートの基地と海洋性スポーツの振興および広島アジア大会のヨット会場として整備された。1994年アジア大会から暫定で供用、1997年4月に第1期工事が終了し供用開始した。運営は当初は第三セクター・広島湾海洋開発(株)、現在は社名変更し（株）ひろしま港湾管理センターが行っている。
太田川下流域の太田川放水路と天満川に挟まれた観音地区最南端にある。同施設内には広島県港湾振興事務所が管理する公園「観音マリーナ海浜公園」もあり、併設するアウトレットモール「マリーナホップ」やフットサルコート「MFP（ミズノフットサルプラザ）広島」と共に総合レジャー施設を形成している。
西側には空港通り（広島県道262号南観音観音線）を挟んで旧広島西飛行場滑走路の南側先端が近接している。

## 諸元
以下は2011年3月現在のデータである。
- 全体面積：193,000m2
  - うちマリーナ敷地：約80,000m2（水域）、約71,000m2（陸域）
- 保管能力
  - 水面：307隻分 - 60フィート未満のヨットもしくはモーターボート
  - 陸置：282隻分 - 50フィート以下のヨットもしくはモーターボート
  - ディンギー：210隻分
- 付帯施設
  - クラブハウス - マリーナフロントおよび契約業務、入出港手続等。
    - レストラン、マリンショップ、研修室、シャワー、トイレ完備。

  - ハーバーオフィス - 給油、上下架受付。
  - 修理工場 - 30フィートクラス、2隻収容
  - 揚降施設 - 40トン（マリントラベリフト）、20トン（固定クレーン）
  - 給油施設 - 桟橋5隻、40キロリットルタンク
  - 駐車場 - 480台（平面）
- 観音マリーナ海浜公園（親水緑地公園） - 県港湾振興事務所が管理。
- 2010年現在、隣接する広島西飛行場の滑走路南側延長線上は航行禁止区域。

## 歴史
そもそものきっかけは、1987年総合保養地域整備法（リゾート法）施行後計画された”瀬戸内中央リゾート構想”の一つとして整備されたマリンリゾート施設である。それに加え、広島は国内有数のプレジャーボートの保有数を誇る県ではあるが、それらは各海岸・河川に不法係留されているものが多いため、県内各地に保管場所が計画された。1994年アジア競技大会招致が決定し国際的なヨット会場の整備が必要となり、折からのバブル景気の好調もありマンションやショッピングモールなどが立ち並ぶ総合的マリンレクリェーション施設として拡大整備されることになった。
県が51%出資し東京のリゾート開発会社が実質運営する第三セクターの「広島湾海洋開発（株）」が設立され、広島湾海洋開発が1991年土地造成工事着工、1994年の広島アジア大会においてヨット会場として暫定供用した。
マリーナ北側の空き地にテナント募集していた1995年、バブル崩壊に伴う不況および広島西飛行場近辺の航空法による高さ制限から高いビル建設が不可能であることから、リゾート開発会社が撤退し事業の見直しに迫られた。そこでこれら施設を公共施設して県により整備することが決定、リゾート部分は県土地開発公社に委託、存続のため広島湾海洋開発に広島市も出資することになった。
その後港湾施設を整備し1997年に当時瀬戸内海で最大級のマリーナとして供用開始した。翌1998年、1999年と2期にわたり工事が行われた。近くを通る予定だった広島南道路の供用の目処が立ったこともありリゾート部分に2005年マリーナホップが完成した。
2010年に公表されたヒロシマ・オリンピック構想においてここをヨット会場として利用する計画が挙がった。
なお2010年をもってヘリポートを残して広島西飛行場の定期が便廃止され、航行禁止区域の見直しや新規建築物の高さ制限の解除が検討されている。

## 主な大会・イベント
野外コンサート会場としても利用されている。なおサウンドマリーナとSETSTOCKは元々同じ野外フェスで2002年以降分裂したことから、ここでは併記を用いている。
- 1994年：1994年アジア競技大会ヨット会場
- 1998年：SETSTOCK/サウンドマリーナ
- 1999年：SETSTOCK/サウンドマリーナ
- 2000年：SETSTOCK/サウンドマリーナ
- 2001年：SETSTOCK/サウンドマリーナ
- 2002年：サウンドマリーナ
- 2010年：サルベージ・マイスロケ地

## ギャラリー

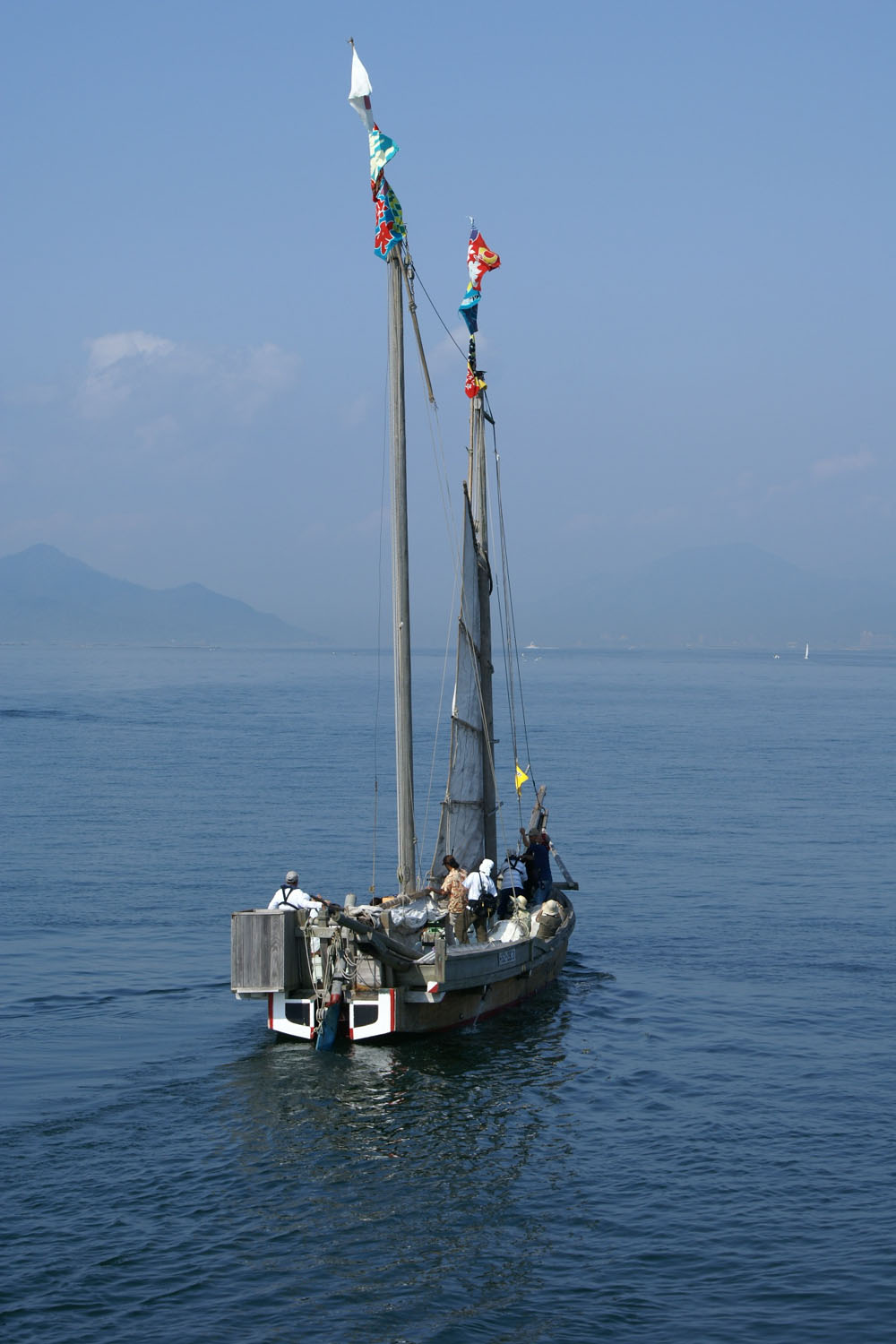
マリーナ沖を航行する和船（打瀬船）
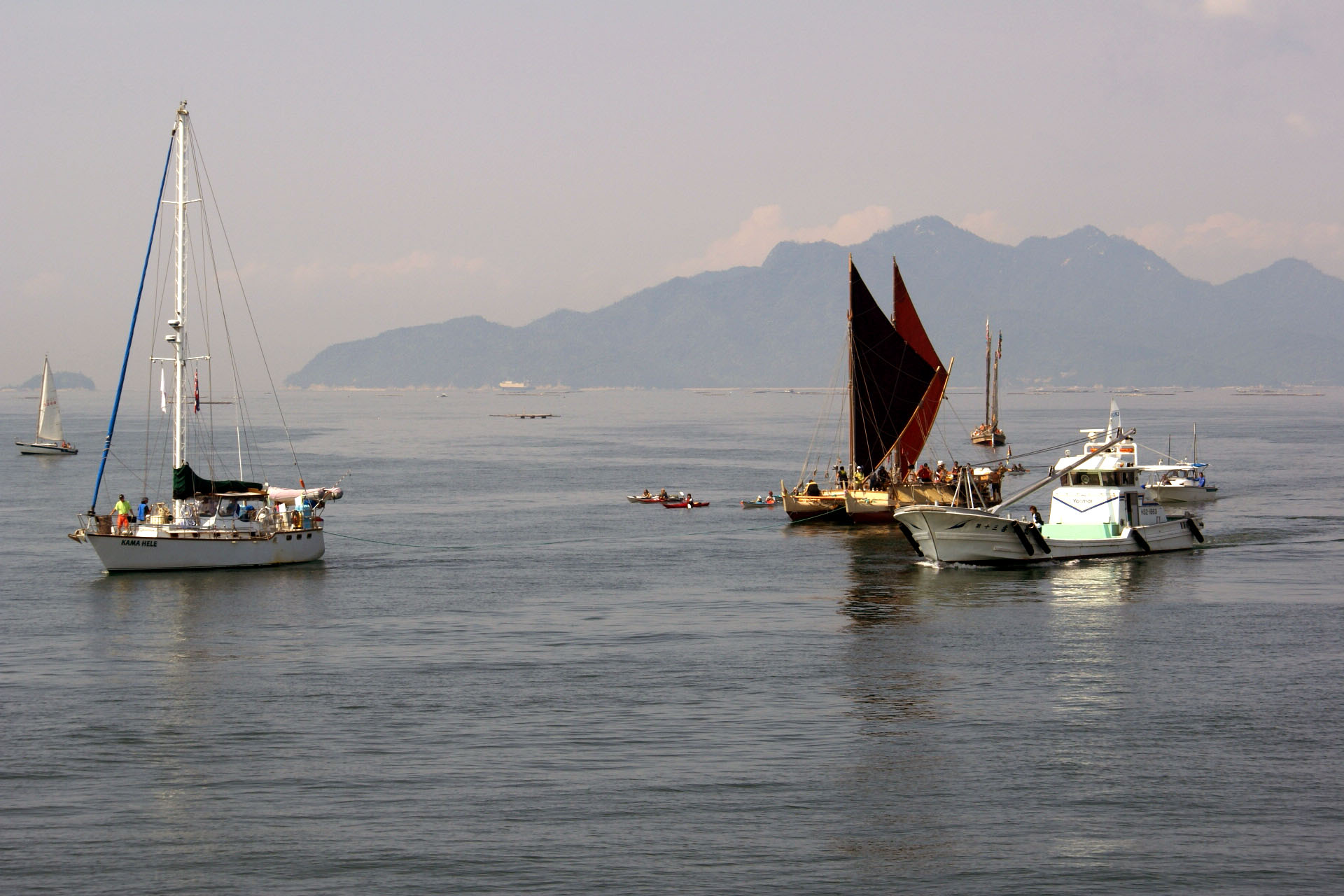
マリーナ沖を航行するホクレア

## 交通アクセス

### バス
- 広電バス[9] 観音マリーナ バス停
  - 3号線 広島駅発（八丁堀・紙屋町経由）観音マリーナ行き
  - 8号線 横川駅発 観音マリーナ行き

### 航路
- アクアネット広島（運休中）
  - マリーナホップ・宮島航路
    - マリーナホップ桟橋